# Прапор Словаччини
Державний прапор Словаччини — це прямокутне полотнище, що складається з трьох рівних за шириною горизонтально розташованих смуг: верхньої — білого кольору, середньої — синього кольору і нижньої — червоного кольору. На передній половині полотнища, на однаковій відстані від верхнього, переднього та нижнього країв прапора зображений Державний герб Словацької Республіки, висота якого дорівнює половині ширини полотнища прапора.

## Кольори
| Кольорова схема | Білий       | Синій      | Червоний  |
| --------------- | ----------- | ---------- | --------- |
| CMYK            | 0-0-0-0     | 98-53-0-36 | 0-91-87-7 |
| HEX             | #FFFFFF     | #034DA3    | #EE1620   |
| RGB             | 255-255-255 | 3-77-163   | 238-22-32 |

## Конструкція прапора
|                     |
| Конструкція прапора |

## Історія
Після створення Чехословаччини до біло-червоних кольорів Королівства Чехія після довгих обговорень у 1920 році додали синій трикутник, що втілював Словаччину, на гербі якої була зображена синя гора. Таким чином виник прапор Чехословаччини, який надалі перейняла і сучасна Чехія.
Перша Словацька республіка використовувала з 1939 року по 1945 рік біло-синьо-червоний прапор. А після революції 1990 року словаки знову почали використовувати аналогічний прапор. Однак, у зв'язку зі схожістю з прапором Росії і прапором Словенії, з 1992 року на словацький прапор було додано зображення державного герба.

Прапор Чехословаччина（1918—1919）
Прапор（1919—1920）
Прапор автономії Словаччини у складі ЧСР (1938—1939), Першої Словацької Республіки (1939—1945), Словацької республіки у складі ЧСФР (1990—1992)
Прапор（1920—1990）